# Антоніо Карлуччіо
Антоніо Карлуччіо (19 квітня 1937 — 8 листопада 2017) — італійський шеф-кухар, ресторатор і спеціаліст з харчових продуктів. Його назвали «хрещеним батьком італійської гастрономії». Він, мабуть, найбільш відомий своїми телевізійними виступами, включаючи його партнерство з його італійським колегою Деннаром Коплледом та їх BBC Two телесеріалом «Два жадібні італійці».

## Раннє життя
Антоніо Карлуччіо народився в Салерно, Італія, п'ятий з шести дітей. Його батько був керівником станції, на північний схід від Неаполя. Його мати була Марія Карлуччіо (раніше Тривеллона), яка мала зв'язки з залізницями.
Він переїхав, коли був молодим, жив на північному заході, в дитинстві він любив займатися збиранням грибів з батьком. Після закінчення школи він здійснив свій обов'язковий рік військової служби в Італійському флоті. Після виходу з флоту він недовго працював журналістом з La Stampa.

## Кар'єра
Карлучіо переїхав до Відня у віці 21 року, щоб вивчати мови. З 1962 по 1975 рік він жив у Німеччині, працюючи винним торговцем у Гамбурзі. Він прибув до Сполученого Королівства в 1975 році, щоб працювати як винний торговець, імпортуючи італійські вина.
Він став менеджером Теренса Конрана (його брата-закону) ресторану Ніл-стріт в лондонському Ковент-Гардені в 1981 році та його власника в 1989 році. Під Карлуччіо британський шеф-кухар Джеймі Олівер почав свою професійну кар'єру на вулиці Ніла Ресторан, який закрився у 2006 році.
Карлучіо написав двадцять книг з італійської кухні, і з'явився на телебаченні в програмі «Продовольство та напої» Бі-Бі-Сі, а також у своїй власній серії італійських свят Антоніо Карлуччіо в 1996 році. У 2011 році його подорожі навколо Італії знімалися для серіалу BBC «Два жадібні італійці».
Карлучіо багато років страждав від депресії, що виникла внаслідок смерті брата та невдач його шлюбі . У 2008 році Карлуччіо спробував зробити самогубство, парою ножиць, але вижив після втручання його особистого помічника . Під час інциденту засоби масової інформації були поінформовані, що в нещасному випадку він отримав хлібний ніж. Пізніше Карлучіо описав його спробу самогубства як «звільнення» від почуття, що «з того моменту, мій погляд змінювався», його наступне відвідування клініки «The Priory» змусило його «охарактеризувати моє життя і оцінити все в цьому».
У 2012 році він отримав нагороду AA Lifetime Achievement Award та випустив автобіографію «Recipe For Life».

## Книги
- Запрошення на італійську кухню  (1986)
- «Пристрасть до грибів» (1988)
- «Смак Італії» (1989)
- «Пристрасть до пасти» (1993)
- «Італійський бенкет» (1996)
- Музика та меню Антоніо Карлучіо з Італії: великі італійські арії, класичні італійські рецепти  (1996 р.)
- Complete Carluccio Complete Italian Food  (1997)
- «Південний італійський фестиваль» (1998)
- «Повна книга грибів» (2001)
- Antonio Carluccio Goes Wild: 120 свіжих рецептів для дикої їжі з суші та моря  (2001 р.)
- «Італія» (2005)
- Carluccio повний A-Z італійської їжі  (2007)
- «Проста кухня Антоніо Карлучіо» (2009)
- Мій кухонний стіл — Антоніо Карлучіо: 100 паста рецептів  (2011)
- «Два жадібних італійців» (2011) з Дженнаро Коплалдо
- «Два жадібні італійці їдять Італію» (2012) з Деннаро Конталдо
- «Рецепт життя» (2012)
- «Антоніо Карлучіо: колекція» (2012)
- «Паста Антоніо Карлучіо» (2014)